# Нановиробництво
Нановиробництво (англ. nanomanufacturing, рос. нанопроизводство) — розвиток хімічних, біологічних, та метеріалознавчих підходів до виготовлення та збирання базових будівельних блоків з нанорозмірами, включаючи синтез традиційних матеріалів (напівпровідників та феромагнетиків), розробку нових способів виготовлення відомих пристроїв (напр., лазерів) нетрадиційними методами (біоміметичний синтез), виготовлення нетрадиційних пристроїв (матеріали з фотонною міжзонною щілиною) нетрадиційними методами (3D-збирання модульованих діелектриків). В основі таких підходів лежить концепція висхідного нановиготовлення, що властиві біологічним системам і є протилежними до традиційних підходів, що класифікуються як низхідні.